# الأيام (جريدة يمنية)
صحيفة الأيام هي صحيفة يمنية جنوبية يومية سياسية مستقلة جامعة تصدر في عدن.

## لمحة تاريخية

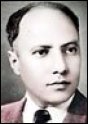
العميد محمد باشراحيل

أُسست في العام 1958 كصحيفة يومية مستقلة باللغة العربية لتخلف صحيفة الرقيب التي كانت تصدر باللغتين العربية والإنجليزية وصدر العدد الأول في 30 يوليو 1958 لمؤسسها ورئيس تحريرها العميد محمد علي باشراحيل في عدن إبان الاحتلال البريطاني، وكانت شقيقتها الصحيفة الصادرة باللغة الإنجليزية The Recorder وقد توقفت الصحيفتان عن الصدور بعد الاستقلال في عهد جمهورية اليمن الديمقراطية الشعبية من ثم عاودت الأيام الصدور بعد تحقيق الوحدة اليمنية وصدور قانون الصحافة وكان أول عدد للصدور الثاني في 7 نوفمبر 1990 بعد توقف دام أكثر من 23 عام.
وفي العام 1998 كانت الأيام الصحيفة الأولى في اليمن التي تقوم الحكومة بمقاضتها بموجب قانون الجزائي وتبعت تلك القضية قضايا أخرى حتى غدت بنهاية العام 2008 متحملة 73% من اجمالي عدد القضايا التي رفعتها وزارة الاعلام والحكومة اليمنية ضد الصحافة في اليمن.

## إغلاق الصحيفة
صحيفة الأيام – ومقرها عدن – هي أقدم وأشهر الصحف اليومية اليمنية، ويتراوح معدل توزيعها اليومي حول 70 ألف نسخة. كما أنها الصحيفة المستقلة اليمنية الوحيدة التي لديها مطابعها الخاصة، فجميع الصحف الأخرى تطبع في مطابع الحكومة، مما ييسر تدخل السلطات في النشر والتوزيع.
المشكلات القائمة التي تواجه الأيام تأثرت بحادث في فبراير 2009، يشمل خلافاً على ممتلكات وليس محتوى الصحيفة، عندما حاول مسؤول شمالي السيطرة على مقر الأيام في صنعاء. وعندما اشتدت وطأة الاحتجاجات والمصادمات في جنوب اليمن في أبريل 2009، «غطت الأيام الأحداث بشكل موسع، وكانت صور الدماء والإصابات تعلو غلاف الصحيفة لأيام»، حسبما قال هشام بشراحيل، المدير العام للأيام، لـ هيومن رايتس ووتش. وبدأ الرئيس علي عبد الله صالح في إرسال الوفود إلى الصحيفة، مطالباً إياهم بتخفيف وطأة تغطيتهم. وبدءاً من مطلع أبريل، طبقاً لبشراحيل، طلب ياسر اليمني – نائب محافظ لحج ووسيط موثوق للرئيس – طلب من رؤساء التحرير الكف عن استخدام صور المصابين ونزيف الدماء، قائلاً إن الرئيس قلق من استخدام الصور كأدلة ضده في المحكمة الجنائية الدولية في لاهاي.
وفي 9 أبريل حسب قول بشراحيل، اتصل الرئيس صالح بمالك صحيفة الأيام لحمله على أن ينشر تحت اسمه افتتاحية مؤيدة للحكومة عن الوضع في الجنوب. وفي المقابل، وعد بأن قضية فبراير 2008 في صنعاء ضد مُلاك الأيام سيتم إسقاطها. والتزم هشام بشراحيل وطبع الافتتاحية المُرسلة إليه بالفاكس من مكتب الرئيس، لكن الصحيفة استمرت في التغطية الانتقادية للاحتجاجات والرد الحكومي العنيف. ثم تلقى العاملون بالصحيفة تهديدات شخصية، وقال هشام بشراحيل: عثر مُصمم بالصحيفة على ورقة على بابه عليها تهديد بـ «قطع رقبته» إذا استمر في العمل بالأيام.
وفي 1 مايو 2009م، أوقف مسلحون شاحنة توصيل أعداد الأيام في منطقة الملاح في لحج. وطبقاً لباشراحيل، فإن المهاجمين ينتمون إلى لجنة حماية الوحدة المؤيدة للحكومة المُشكلة حديثاً.
وليلة 2 مايو 2009م، صادر الجنود في نقطتي تفتيش عسكريتين بالقرب من عدن أكثر من 50 ألف نسخة من الأيام، أي كامل النسخ المخصصة للتوزيع في اليمن خارج عدن. ووقعت الشرطة والاستخبارات ووزارة الإعلام على إيصال استلام بنسخ الأيام المُصادرة.
وبحلول 4 مايو 2009م حاصرت قوات الأمن مقر الأيام في عدن وفتشت جميع السيارات الخارجة من المقر، لمنع توزيع 70 ألف عدد هي إجمالي النسخ المطبوعة ذلك اليوم. وعلى ضوء حصار مقر الصحيفة، قرر المُلاك في 4 مايو التوقف عن النشر، وكانت صحيفة اليمن المستقلة الأكبر ما زالت غير قادرة على النشر وقت زيارة هيومن رايتس ووتش بعد أكثر من شهرين، في 12 يوليو 2009.
وإثر الإغلاق القسري للأيام في 4 مايو 2009م، بدأت السلطات في إحياء النقاش حول قضية الملكية المتنازع عليها المُثارة في فبراير 2008، وتعتقد عائلة باشراحيل أن من أحيوا الجدل من جديد هم من بين القوة التي أطلقت النار على مجمع الأسرة في صنعاء وبدرت محاولات لاستدعاء أفراد من الأسرة من عدن للشهادة في المحكمة في صنعاء (ترفض الأسرة حضور الجلسات بالمحاكم خشية على سلامتهم).
وعلى خلفية تنفيذ أوامر الاستدعاء شنت قوات الأمن في 12 مايو هجوماً على مقر الأيام في عدن، وانخرطت في تبادل لإطلاق النار استمر لمدة ساعة مع حُرّاس المقر، مما أسفر عن مقتل شخص وإلحاق إصابات خطيرة بآخر، لكن قوات الأمن لم تتمكن من إحكام السيطرة على المقر. ومنذ تبادل إطلاق النار وأفراد عائلة بشراحيل يلجأون إلى مقر الصحيفة، ولا يمكنهم الخروج منه خوفاً من الاعتقال أو ما هو أسوأ.
وفي مايو أيضاً، شكلت الحكومة محكمة جديدة لمحاكمة الصحفيين. وفي 12 مايو حاصرت قوات الأمن مقر صحيفة الأيام واشتبكت في تبادل لإطلاق النار استمر لمدة ساعة مع حراس الصحيفة، مما أودى بحياة أحد المارة وإلحاق إصابات خطيرة بآخر.

## الأيام اليوم
صحيفة الأيام الأوسع انتشاراً بين الصحف الاهلية والحزبية في اليمن، لها إصدار رياضي باسم صحيفة الأيام الرياضي .
يعتبر موقعها الإلكتروني واحد من انجح المواقع الاخبارية اليمنية، وتفرض الصحيفة رسوم اشتراك لتصفح النسخة الإلكترونية برسوم واحد دولار بما يعادل 215 ريال يمني في حين سعر النسخة الورقية هو 0.20 دولار بما يعادل 40 ريال يمني.
تعرضت الصحيفة للعديد من المضايقات والتهديدات نتيجة لنهجها الصحفي المعارض للحكومة، وتاريخها يحفل يالتوقيف والتهديد بالقتل ومهاجمة الصحيفة، وكان يراس تحريرها هشام محمد باشراحيل.

## مؤسسة الأيام
مؤسسات تنطوي تحت لواء المؤسسة الأم:
- صحيفة الأيام.
- الأيام الرياضي.
- وكالة الأيام للإعلان.
- مطبعة الأيام للصحافة والنشر والتوزيع والإعلان.